# Arsam
Ovaj članak govori o perzijskom kralju Arsamu, za istoimenog egipatskog satrapa vidi članak: Arsam (princ)
Arsam (staroperz. Aršāma; „onaj koji ima snagu heroja“, grč. Ἀρσάμης, perz. ارشام‎) bio je kralj Parsumaša (Farsa; „Perzije“), odnosno jedne od tadašnje dvije perzijske kraljevine (druga je bila Anšan) koje su prethodile stvaranju Ahemenidskog Perzijskog Carstva.

## Obitelj
Arsam je bio sin Arijaramna, te otac Histaspa (satrapa Partije) i Farnaka I. Prema dostupnim povijesnim izvorima, doživio je duboku starost odnosno krunidbu svog unuka Darija Velikog, za vrijeme čije vladavine je i umro. U svakom slučaju, pretpostavlja se kako je riječ o jednom od najstarijih vladara u to doba, jer je vjerojatno umro u 90-im godinama svog života.

## Povijesni izvori
Godine 1945. u iranskom gradu Hamadanu (pokraj drevne Ekbatane) pronađene su dvije zlatne pločice na staroperzijskom jeziku koje spominju Arsama i njegovog oca Arijaramna, no pouzdanost tih povijesnih zapisa je upitna budući kako oni nisu pronađeni pod kontroliranim arheološkim istraživanjima. Drugi povijesni izvor su Behistunski natpisi Darija Velikog koji spominje kako mu je prethodilo osam ahemenidskih kraljeva, što uključuje i Arsama.

## Značaj
Nakon desetljeća i pol vladavine, Arsam je svoju krunu predao drugom kralju iz ahemenidske dinastije, Kiru Velikom. Ovo ujedinjenje dvaju perzijskih kraljevstva Parsumaša i Anšana označilo je početak stvaranju moćnog Ahemenidskog Perzijskog Carstva.

## Popularna kultura
Prema drevnom vladaru Arsamu nazvan je heavy-metal sastav „Arsames“ iz Irana, čiji tekstovi najčešće govore o antičkom carstvu; npr. pjesme „Cyrus The Great“, „The Gates of Persia“ i „Immortal Identity“.

## Poveznice
- Ahemenidsko Perzijsko Carstvo
- Ahemenidi
- Arijaramn
- Kir Veliki
- Darije Veliki

| Prethodnik:                             | Kralj Perzije (cca 575. - 559. pr. Kr.) | Nasljednik:                          |
| Arijaramn (cca 640. - cca 575. pr. Kr.) | Kralj Perzije (cca 575. - 559. pr. Kr.) | Kir Veliki (cca 559. - 530. pr. Kr.) |

## Vanjske poveznice
- D. Akbarzadeh, A. Yahyanezhad: „Behistunski natpisi“ (staroperzijski tekstovi); Khaneye-Farhikhtagan-e Honarhaye Sonati, 2006., perzijski jezik
- Ronald Grubb Kent: „Staroperzijski jezik: gramatika, pravopis, rječnik“
- Arsam (Arsames), Livius.org
- A. Sh. Shahbazi: „Arsam“ (enciklopedija Iranica)